# Zabłędowate

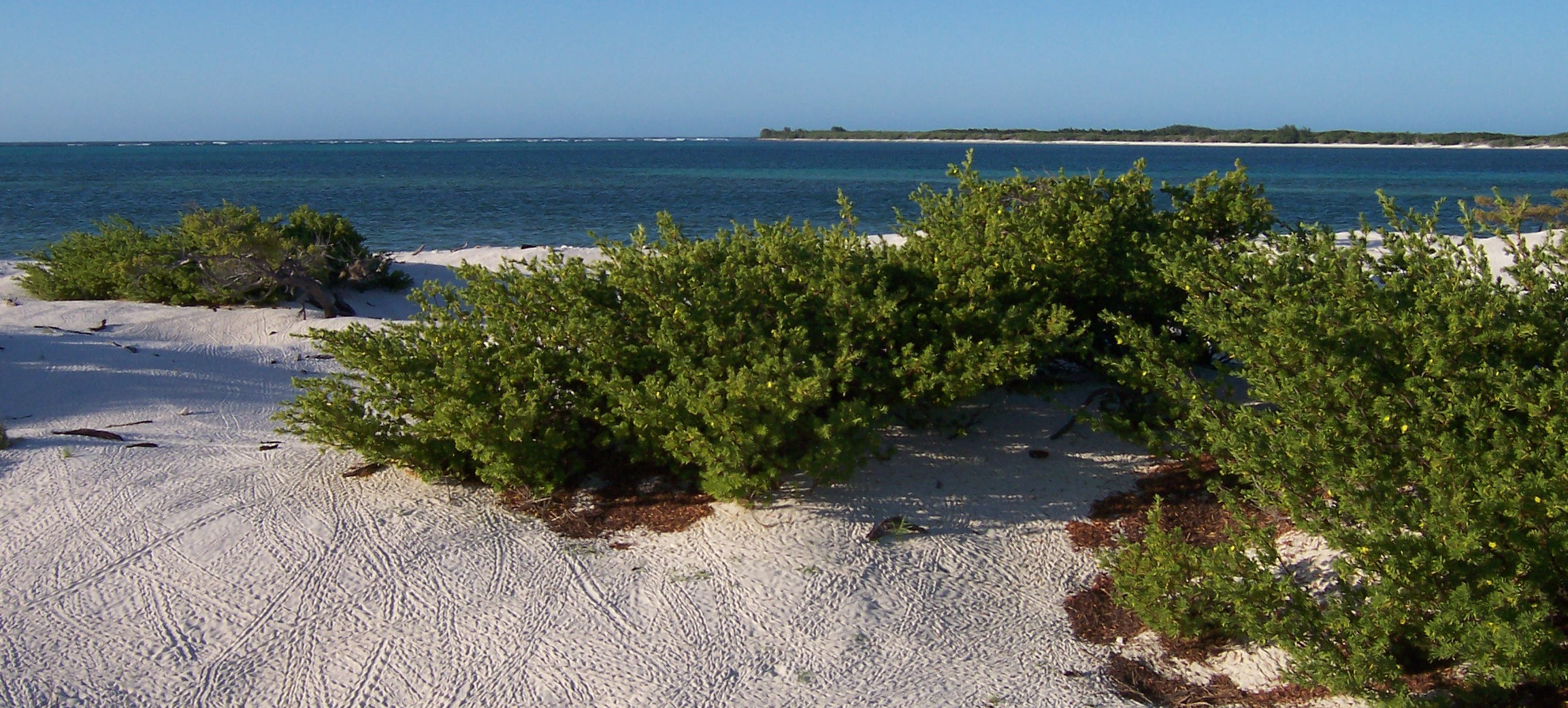
Zarośla Suriana maritima na wybrzeżu morskim

Zabłędowate (Surianaceae) – rodzina roślin należący do rzędu bobowców. Obejmuje 5 rodzajów z 8 przedstawicielami. Większość z nich rośnie w Australii. Suriana maritima jest gatunkiem rozpowszechnionym na wybrzeżach morskich w strefie tropikalnej, a rodzaj Recchia występuje w Meksyku i Kostaryce.  

## Morfologia
PokrójDrzewa i krzewy.
LiścieSkrętoległe, ogonkowe lub siedzące. Czasem mięsiste (Suriana) lub opatrzone przylistkami (Recchia). Blaszki liściowe są pojedyncze i eliptyczne, rzadko pierzaste (Rechchia).
KwiatyPromieniste, obupłciowe i wyrastają pojedynczo, po dwa lub zebrane w większej liczbie w wiechach i wierzchotkach. Zdarza się tu też kaulifloria. Okwiat składa się z 5 działek kielicha wyrastających naprzemiennie wobec również 5 niezrośniętych płatków korony (u Stylobasidium płatków brak). Pręciki w liczbie 5 lub 10, czasem z 5 prątniczkami. Zalążnia jest górna. Owocolistki w liczbie 1, 2 lub 5 są wolne i każdy zawiera po dwa zalążki. Szyjki słupków zakończone są maczugowatym lub główkowatym znamieniem.
OwocePestkowce i orzeszki powstające pojedynczo lub zebrane po 2–5 w owoc zbiorowy.

## Systematyka
Należące tu rośliny często umieszczane były w biegunecznikowatych Simaroubaceae lub złotośliwowatych Chrysobalanaceae. Badania molekularne wykazały jednak ścisłe pokrewieństwo z roślinami zaliczanymi do rzędu bobowców (Fabales). W ich obrębie zajmują pozycję siostrzaną względem krzyżownicowatych Polygalaceae.
Skamieniałości reprezentujące przedstawicieli tej rodziny znane są z eocenu, ale dane molekularne wskazują na jej istnienie od ok. 40 milionów lat.
Pozycja rodziny według APweb (aktualizowany system APG IV z 2016)
|  | bobowate Fabaceae                                                                        |
|  |                                                                                          |
|  | \| \| krzyżownicowate Polygalaceae \| \| \| \| \| \| zabłędowate Surianaceae \| \| \| \| |
|  |                                                                                          |
|  | krzyżownicowate Polygalaceae                                                             |
|  |                                                                                          |
|  | zabłędowate Surianaceae                                                                  |
|  |                                                                                          |

|  | krzyżownicowate Polygalaceae |
|  |                              |
|  | zabłędowate Surianaceae      |
|  |                              |

|  | bobowate Fabaceae                                                                        |
|  |                                                                                          |
|  | \| \| krzyżownicowate Polygalaceae \| \| \| \| \| \| zabłędowate Surianaceae \| \| \| \| |
|  |                                                                                          |
|  | krzyżownicowate Polygalaceae                                                             |
|  |                                                                                          |
|  | zabłędowate Surianaceae                                                                  |
|  |                                                                                          |

|  | krzyżownicowate Polygalaceae |
|  |                              |
|  | zabłędowate Surianaceae      |
|  |                              |

Podział na rodzaje
- Cadellia F. Muell.
- Guilfoylia F. Muell.
- Recchia Sessé & Moc. ex DC.
- Stylobasium Desf.
- Suriana L.